# Bahnička chudokvětá
Bahnička chudokvětá (Eleocharis quinqueflora) je drobná rostlinka rostoucí hlavně na slatinných mokřadech a rašeliništích; její porost připomíná svým vzhledem spíše nízký stříhaný trávník. Je vzácně se vyskytujícím druhem české květeny a hrozí ji vyhynutí.

## Rozšíření
Druh s poměrně širokým areálem, hlavně v severní části Evropy. Vyskytuje se od Islandu přes Britské ostrovy, Skandinávii a Střední Evropu až po Ural. Na jihu je evropské rozšíření ohraničeno severem Apeninského a Balkánského poloostrova. V odlišných varietách roste i na severu Afriky, v Americe i Austrálii.

## Ekologie
Rostlina potřebuje vysokou hladinu spodní vody, nejčastěji vyrůstá na obnažené vápnité půdě slatinných mokřadů a rašelinišť. Vyhledává také pravidelně zaplavovaná místa s humózní půdou, kde roste mezi ostatními málo konkurenčně schopnými rostlinami. Jako případný halofyt se také vyskytuje u pramenů vyvěrajících z travertinových podloží. Na příhodných místech vytváří rozsáhlé porosty, které se spolupodílejí na zazemňování rašelinných jezírek. Rostlina má listy redukované na pouhé blanité pochvy, listové čepele zcela chybí; fotosyntetickou funkci zajišťuje tenká lodyha.

## Popis
Bahnička chudokvětá je v trsech rostoucí vytrvalá rostlina dorůstající do výšky pouhých 5 až 20 cm. Až do hloubky 20 cm sahá její kořen s rychle rostoucími oddenky a za příhodných podmínek vytváří široké rohože. Vyrůstají z nich tuhé, vzpřímené lodyhy tlusté obvykle jen 0,5 mm. Lodyhy mají listové pochvy dlouhé 1 až 4 cm se zakrslými čepelemi, spodní pochvy jsou červenohnědé a případné horní jsou světlohnědé a šikmo zakončené.
Na vrcholech plodných lodyh vyrůstá po jednom vejčitém klásků, ten bývá hnědě zbarvený, 5 až 8 mm dlouhý a má tři až sedm oboupohlavných květů. Spodní pleva objímá celou bázi a sahá do půli klásku. Květ mívá až šest štětinek nahrazujících okvětí, tyčinky i blizny bývají nejčastěji tři. Kvetou v květnu a červnu, opylovány jsou větrem nebo samosprašně.
Plodem je vejčitá, tříhranná nažka dlouhá asi 2,5 mm. Druh se rozmnožuje semeny šířenými především zoochoricky a rozrůstáním oddenků.

## Ohrožení
Lokality, na kterých tento druh nejčastěji vyrůstá, jsou často ohrožené zánikem. Dochází k tomu při snaze získat zemědělsky využitelnou půdu odvodněním nebo zalesněním a dále těžbou rašeliny nebo druhotně při úpravách okolních ploch nebo jejich obhospodařováním.
Bahnička chudokvětá je v „Červeném seznamu cévnatých rostlin České republiky“ uváděna jako druh kriticky ohrožený (C1t) a v „Seznamu zvláště chráněných druhů rostlin“ určeném vyhláškou MŽP ČR č. 395/1992 Sb. ve znění vyhl. č. 175/2006 Sb. je považována za druh silně ohrožený (§2).